# Waterworld (album)
Waterworld è l'album di debutto del hip hop duo Binary Star. È un album autoprodotto di cui inizialmente erano state stampate solo 1 000 copie. Una edizione riarrangiata e remixata è stata pubblicata l'anno dopo e vide una distribuzione più ampia.
L'intero album è stato prodotto, registrato, mixato con un budget di soli 500 dollari.

## Tracce
| #  | Titolo                 | Produttore  | Artisti                                                                    |
| -- | ---------------------- | ----------- | -------------------------------------------------------------------------- |
| 1  | "Intro"                | Trackezoids | OneManArmy, Senim Silla                                                    |
| 2  | "New Hip Hop"          | Trackezoids | OneManArmy, Senim Silla                                                    |
| 3  | "Reality Check"        | Trackezoids | OneManArmy, Senim Silla                                                    |
| 4  | "Freakin Flowz"        | Trackezoids | OneManArmy, Senim Silla                                                    |
| 5  | "Binary Shuffle"       | Trackezoids | OneManArmy, Senim Silla                                                    |
| 6  | "Dat Fast Food Joint"  | Trackezoids | OneManArmy, Senim Silla                                                    |
| 7  | "Conquistadors"        | Trackezoids | OneManArmy, Senim Silla                                                    |
| 8  | "Fellowship"           | Trackezoids | OneManArmy, Senim Silla, Athletic Mic League, Decompoze                    |
| 9  | "Slang Blade"          | Trackezoids | Senim Silla                                                                |
| 10 | "Indy 500"             | Trackezoids | Decompoze                                                                  |
| 11 | "The Evolution of Man" | Trackezoids | OneManArmy, Brenda J                                                       |
| 12 | "What It's All About"  | Trackezoids | OneManArmy, Senim Silla                                                    |
| 13 | "Glen Close"           | Trackezoids | OneManArmy                                                                 |
| 14 | "Honest Expression"    | Trackezoids | OneManArmy, Senim Silla                                                    |
| 15 | "Wolf Man Jack"        | Trackezoids | OneManArmy, Senim Silla                                                    |
| 16 | "One Man Army"         | Trackezoids | OneManArmy                                                                 |
| 17 | "The KGB"              | Trackezoids | Malaki, Senim Silla, Texture, Elzhi, O-Type, Lacks, OneManArmy, J.U.I.C.E. |